# Payamdüzü, Çemişgezek
Payamdüzü là một xã thuộc huyện Çemişgezek, tỉnh Tunceli, Thổ Nhĩ Kỳ. Dân số thời điểm năm 2010 là 574 người.